# Redengevend verband
Een redengevend verband is een zins- of alineaverband dat een reden tussen zinnen of alinea's aanduidt. Signaalwoorden die zo'n verband kunnen aanduiden zijn: daarom, want, omdat.
Voorbeeld: "Voor het proefwerk geschiedenis had ik een slecht cijfer, omdat ik er te weinig voor geleerd had."
Concluderend verband · middel-doelverband · oorzakelijk verband · opsommend verband · redengevend verband · samenvattend verband · tegenstellend verband · toelichtend verband · uitleggend verband · vergelijkend verband · voorwaardelijk verband